# Ryu il ragazzo delle caverne/Rhan
Ryu il ragazzo delle caverne/Rhan è uno split-single di Fogus e di Detto Mariano, pubblicato dalla CLS (catalogo MD - F 021) nel 1979.

## I brani

### Ryu il ragazzo delle caverne
Ryu il ragazzo delle caverne, presente sul lato A del disco, è un brano musicale inciso da Roberto Fogu (in arte "Fogus"), come sigla iniziale dell'anime omonimo. 
Il brano è stato scritto da Marcello Casco, Paolo Lepore e Paolo Moroni, sulle musiche originali della versione giapponese scritte da Jun Oshio e Takeo Watanabe. 
Il brano è stato pubblicato successivamente sul singolo Ryu il ragazzo delle caverne/Un milione di anni fa sempre su etichetta CLS e con identico numero di catalogo.

### Rhan
Ryan, presente sul lato B del disco, è un brano musicale strumentale composto ed arrangiato da Detto Mariano, che si ispira al nome del protagonista della serie. Nell'intestazione del disco non viene ufficialmente attribuito a nessun esecutore ma nei crediti è presente il nome dell'autore.

## Tracce

### Lato A
1. Fogus – Ryan il ragazzo delle caverne (sigla dell'anime omonimo)

### Lato B
1. Detto Mariano – Rhan (strumentale)